# Sunak-kormány
Rishi Sunakot III. Károly király nevezte ki Liz Truss helyére az Egyesült Királyság miniszterelnöki posztján 2022. október 25-én, Truss lemondását és Sunak konzervatív párti vezetőválasztási győzelmét követően.
A kabinet a 2024-es brit parlamenti választásokon elszenvedett vereséget követően 2024 július 5-én feloszlott.

## A kormány tagjai
| Tisztség | Kép         | Név                  | Terminus    |
| --- | ----------- | -------------------- | ----------- |
| Kabinetminiszterek                                                                                             |             |                      |             |
| Miniszterelnök A kincstár első lordja Közszolgálati miniszter Unióért felelős miniszter                        |             | Rishi Sunak          | 2022 – 2024 |
| Miniszterelnök-helyettes                                                                                       |             | Dominic Raab         | 2022 – 2023 |
| Igazságügy-miniszter Lordkancellár                                                                             |             | Dominic Raab         | 2022 – 2023 |
| | Alex Chalk  | 2023 – 2024          |             |
| Kancellár A kincstár második lordja                                                                            |             | Jeremy Hunt          | 2022 – 2024 |
| Külügyminiszter                                                                                                |             | James Cleverly       | 2022 – 2023 |
| Külügyminiszter                                                                                                |             | David Cameron        | 2023 – 2024 |
| Belügyminiszter                                                                                                |             | Suella Braverman     | 2022 – 2023 |
| Belügyminiszter                                                                                                |             | James Cleverly       | 2023 – 2024 |
| Védelmi miniszter                                                                                              |             | Ben Wallace          | 2019 – 2023 |
| Védelmi miniszter                                                                                              |             | Grant Shapps         | 2023 – 2024 |
| A Képviselőház vezetője Lordtanácselnök                                                                        |             | Penny Mordaunt       | 2022 – 2024 |
| A Lordok Háza vezetője Lordpecsétőr                                                                            |             | Lord True            | 2022 – 2024 |
| Egészségügyi miniszter                                                                                         |             | Steve Barclay        | 2022 – 2023 |
| Egészségügyi miniszter                                                                                         |             | Victoria Atkins      | 2023 – 2024 |
| Lancasteri hercegség kancellárja                                                                               |             | Oliver Dowden        | 2022 – 2024 |
| Miniszterelnök-helyettes                                                                                       | 2023 – 2024 | Oliver Dowden        |             |
| Tárca nélküli miniszter                                                                                        |             | Nadhim Zahawi        | 2022 – 2023 |
| Tárca nélküli miniszter                                                                                        |             | Greg Hands           | 2023        |
| Tárca nélküli miniszter                                                                                        |             | Richard Holden       | 2023 – 2024 |
| Kereskedelemért, energiáért és iparért felelős miniszter                                                       |             | Grant Shapps         | 2022 – 2023 |
| Energiabiztonságért és nettó nulláért felelős miniszter                                                        | 2023        | Grant Shapps         |             |
| Energiabiztonságért és nettó nulláért felelős miniszter                                                        |             | Claire Coutinho      | 2023 – 2024 |
| Szintemelkedésért, lakhatásért és közösségekért felelős miniszter Kormányközi kapcsolatokért felelős miniszter |             | Michael Gove         | 2022 – 2024 |
| Nemzetközi kereskedelemért felelős miniszter A Kereskedelmi Tanács elnöke                                      |             | Kemi Badenoch        | 2022 – 2024 |
| Nőügyekért és egyenlőségért felelős miniszter                                                                  | 2022 – 2024 | Kemi Badenoch        |             |
| Kereskedelemért, energiáért és iparért felelős miniszter                                                       | 2023 – 2024 | Kemi Badenoch        |             |
| Munkaügyi és nyugdíjazási miniszter                                                                            |             | Mel Stride           | 2022 – 2024 |
| Oktatásügyi miniszter                                                                                          |             | Gillian Keegan       | 2022 – 2024 |
| Környezetért élelmezésért, és vidéki ügyekért felelős miniszter                                                |             | Thérèse Coffey       | 2022 – 2023 |
| Környezetért élelmezésért, és vidéki ügyekért felelős miniszter                                                |             | Steve Barclay        | 2023 – 2024 |
| Közlekedési miniszter                                                                                          |             | Mark Harper          | 2022 – 2024 |
| Tudományért, innovációért és technológiáért felelős államtitkár                                                |             | Chloe Smith          | 2023        |
| Tudományért, innovációért és technológiáért felelős államtitkár                                                |             | Michelle Donelan     | 2023 – 2024 |
| Digitalizálásért, kultúráért, médiáért és sportért felelős miniszter                                           |             | Michelle Donelan     | 2022 – 2023 |
| Digitalizálásért, kultúráért, médiáért és sportért felelős miniszter                                           |             | Lucy Frazer          | 2023 – 2024 |
| Észak-Írországért felelős államtitkár                                                                          |             | Chris Heaton-Harris  | 2022 – 2024 |
| Skóciáért felelős államtitkár                                                                                  |             | Alister Jack         | 2019 – 2024 |
| Walesért felelős államtitkár                                                                                   |             | David Davies         | 2022        |
| Egyéb kabinettagok                                                                                             |             |                      |             |
| A kincstár parlamenti államtitkára A Képviselőház főwhipje                                                     |             | Simon Hart           | 2022 – 2024 |
| Kincstári államtitkár                                                                                          |             | John Glen            | 2022 – 2023 |
| Kincstári államtitkár                                                                                          |             | Laura Trott          | 2023 – 2024 |
| Anglia és Wales főügyésze Észak-Írország főügyésze                                                             |             | Victoria Prentis     | 2022 – 2024 |
| Kincstári főállamtitkár                                                                                        |             | Jeremy Quin          | 2022 – 2023 |
| Kincstári főállamtitkár                                                                                        |             | John Glen            | 2023 – 2024 |
| Veteránokért felelős államminiszter                                                                            |             | Johnny Mercer        | 2022 – 2024 |
| Fejlődésért felelős államminiszter                                                                             |             | Andrew Mitchell      | 2022 – 2024 |
| Biztonságért felelős államminiszter                                                                            |             | Tom Tugendhat        | 2022 – 2024 |
| Migrációs ügyekért felelős államminiszter                                                                      |             | Robert Jenrick       | 2022 – 2024 |
| Tárca nélküli államminiszter                                                                                   |             | Sir Gavin Williamson | 2022        |
| Tárca nélküli államminiszter                                                                                   |             | Esther McVey         | 2023 – 2024 |

## Fordítás
Ez a szócikk részben vagy egészben  a   Sunak ministry című angol Wikipédia-szócikk ezen változatának fordításán alapul.  Az eredeti cikk szerkesztőit annak laptörténete sorolja fel. Ez a jelzés csupán a megfogalmazás eredetét és a szerzői jogokat jelzi, nem szolgál a cikkben szereplő információk forrásmegjelöléseként.